# Rationale Erwartung
Rationale Erwartungen bezeichnen in der Wirtschaftswissenschaft modellkonsistente Erwartungen, bei denen angenommen wird, dass Agenten innerhalb des Modells "das Modell kennen" und die Vorhersagen des Modells im Durchschnitt als gültig ansehen. Rationale Erwartungen sorgen für interne Konsistenz in Modellen mit Unsicherheit. Um Konsistenz innerhalb eines Modells zu erreichen, wird angenommen, dass die Vorhersagen zukünftiger Werte ökonomisch relevanter Variablen aus dem Modell die gleichen sind, wie die Erwartungen der Agenten im Modell. Die Erwartungen der Agenten sind abhängig vom Informationsbestand und der Art der beteiligten Zufallsprozesse. Diese Modellierung von Erwartungen wurde erstmals von John Muth vorgeschlagen und später durch die Anwendungen von Robert Lucas popularisiert.
Da die meisten makroökonomischen Modelle Entscheidungen unter Unsicherheit über viele Zeiträume untersuchen, sind die Erwartungen von Haushalten, Unternehmen und Staaten über zukünftige Wirtschaftsbedingungen ein wesentlicher Bestandteil des Modells. Rationale Erwartungen bedeuten, dass die Erwartungen der Agenten falsch sein können, aber im Laufe der Zeit im Durchschnitt richtig sind. Mit anderen Worten: Obwohl die Zukunft nicht vollständig vorhersehbar ist, wird davon ausgegangen, dass die Erwartungen der Agenten nicht systematisch verzerrt sind und alle relevanten Informationen kollektiv verwenden, um Erwartungen über ökonomische Variablen zu bilden.
Historisch wurden rationale Erwartungen von der neuen klassischen Makroökonomik verwendet. Sie bilden heute ein wesentliches Fundament der modernen Makroökonomik des Neukeynesianismus und werden in anderen Bereichen wie der Finanzökonomik genutzt.

## Definition
Rationale Erwartungen bedeuten, dass sich die Erwartungen der Agenten nicht systematisch oder vorhersehbar von den mathematischen Ergebnissen des verwendeten ökonomischen Modells unterscheiden.
Die meisten makroökonomischen Modelle untersuchen Entscheidungen unter Unsicherheit und über verschiedene Zeiträume hinweg. Daher sind die Erwartungen von Haushalten, Unternehmen und staatlichen Institutionen hinsichtlich der zukünftigen wirtschaftlichen Bedingungen ein wesentlicher Bestandteil des Modells. Die Annahme rationaler Erwartungen bedeutet auch, dass die Erwartungen der Agenten möglicherweise falsch sind, aber im Durchschnitt im Zeitverlauf die beste Schätzung der Zukunft (die optimale Prognose) ist, die alle verfügbaren Informationen verwendet. Mit anderen Worten: Obwohl die Zukunft nicht vollständig vorhersehbar ist, wird davon ausgegangen, dass die Erwartungen der Agenten nicht systematisch verzerrt sind und kollektiv alle relevanten Informationen zur Bildung von Erwartungen an ökonomische Variablen verwenden. Diese Art der Modellierung von Erwartungen wurde ursprünglich von John F. Muth vorgeschlagen und wurde einflussreich, als sie Robert E. Lucas in die Makroökonomie eingeführte.
Es ist wichtig, rationale Erwartungen von der Annahme individueller Rationalität der Agenten zu unterscheiden und zu beachten, dass die erste nicht die letztere impliziert. Rationale Erwartungen sind eine Annahme der Aggregatkonsistenz in dynamischen Modellen, d. h. ein einzelner Agent muss nicht rational handeln. Im Gegensatz dazu untersucht die Theorie der rationalen Entscheidung die individuelle Entscheidungsfindung. Diese wird auch in der Spieltheorie und der Vertragstheorie analysiert.
Angenommen, {\displaystyle P^{*}} sei der Gleichgewichtspreis auf einem Markt und e ein stochastischer Prozess mit Erwartungswert Null. Der künftige Gleichgewichtspreis ist dann
{\displaystyle P=P^{*}+e},
und die rationale Erwartung lautet
{\displaystyle E\{P\}=P^{*}}.

## Folgen
Rationale Erwartungen wurden als Gegenhypothese zu adaptiven Erwartungen entwickelt. Bei adaptiven Erwartungen basieren Erwartungen über den zukünftigen Wert einer ökonomischen Variable auf Vergangenheitswerten. Unter adaptiven Erwartungen würde man zum Beispiel annehmen, dass die Leute die Inflation vorhersagen, indem sie die Inflation im letzten Jahr und in den Vorjahren betrachten. Die Agenten des Modells werden die Inflation somit immer unterschätzen, wenn die Wirtschaft unter steigenden Inflationsraten leidet. Unter rationalen Erwartungen wird angenommen, dass die Agenten im Durchschnitt eine fundierte Prognose der Inflation bilden.
Die Stagflation der 1970er Jahre schien adaptive Erwartungen empirisch zu widerlegen.
Die Hypothese der rationalen Erwartungen wurde verwendet, um einige eindeutige Schlussfolgerungen über Effektivität von Fiskal- und Geldpolitik zu stützen. Ein Beispiel ist die von Thomas Sargent und Neil Wallace entwickelte These zur Ineffektivität von Politik. Wenn eine Zentralbank versucht, die Arbeitslosigkeit durch eine expansive Geldpolitik zu senken, werden die Wirtschaftsakteure die Auswirkungen des Politikwechsels antizipieren und ihre Erwartungen hinsichtlich der zukünftigen Inflation entsprechend erhöhen. Dies wiederum wird dem expansiven Effekt der erhöhten Geldmenge entgegenwirken. Die Regierung kann somit nur die Inflationsrate erhöhen, nicht die Beschäftigung. Dies ist ein eindeutig neues klassisches Ergebnis.
In den 1970er Jahren schienen rationale Erwartungen die bisherige makroökonomische Theorie weitgehend obsolet gemacht zu haben, was in der Lucas-Kritik gipfelte.
Neukeynesianische Modelle zeigten später, dass diese Ergebnisse einzuschränken sind. Unter der Annahme, dass Löhne und Preise nicht vollständig flexibel sind, können auch vollständig antizipierte Fiskal- oder geldpolitische Maßnahmen echte ökonomische Effekte haben.

## Kritik
Rationale Erwartungen setzen die Kenntnis des wahren ökonomischen Modells voraus. Darüber hinaus müssen dessen Parameter und die Art der stochastischen Prozesse bekannt sein. Viele Ökonomen sehen diese Anforderungen als überspannt an. Wirtschaftssubjekte, die das ökonomische Modell, dessen Parameter und die stochastischen Prozesse nicht zu kennen glauben, lernen aus Vergangenheitswerten, wobei sie frühere Fehler ständig korrigieren (adaptive Erwartungen).
Andere Kritiker weisen darauf hin, dass Informationsbeschaffung teuer und die Bildung rationaler Erwartungen, selbst wenn sie möglich wäre, nicht notwendig rational im üblichen Wortsinn ist.
Darüber hinaus führt die Annahme rationaler Erwartungen oft zur Existenz multipler oder indeterminierter Gleichgewichte. In solchen Fällen versagt die Theorie der rationalen Erwartungen.